# Gertrudis Gómez de Avellaneda
Gertrudis Gómez de Avellaneda (ur. 23 marca 1814 w Puerto Príncipe, zm. 1 lutego 1873 w Madrycie) - była jedną z najwybitniejszych pisarek hiszpańskiego romantyzmu.

## Życiorys
Urodziła się 23 marca 1814 roku na Kubie w Puerto Príncipe, mimo iż w jej autobiografii figuruje rok 1816. Była córką kapitana Manuela Gómeza de Avellaneda oraz Franciszki de Arteaga. Od dzieciństwa wykazywała zamiłowanie do książek.
Autorka wierszy, legend, powieści i artykułów. Jej powieść "Sab" poprzedza w swej abolicyjnej krytyce
Chatę wuja Toma dając dowód przełomowi, którego dokonała w kanonach literatury żeńskiej koncentrując się na problematyce społecznej i dając wyraz nadzwyczajnej szczerości.
Mieszkała na Kubie do 1836 roku, kiedy to wyjechała wraz ze swoją rodziną do Hiszpanii. W 1846 wyszła za mąż za Pedra Sabatera, lecz po krótkim czasie owdowiała. 
W 1856 ponownie wyszła za mąż - tym razem za wpływowego polityka Dominga Verdugo, z którym wróciła na Kubę w 1859. W 1864 - po śmierci drugiego męża - zdecydowała się na powrót do Hiszpanii,
gdzie zmarła w 1873.

## Dzieła
- Una anécdota de la vida de Cortés
- El artista barquero, ó Los cuatro cinco de junio
- El aura blanca : suceso extraño ocurrido en nuestros días
- Baltasar : drama oriental en cuatro actos y en verso
- La Baronesa de Joux : leyenda fundada en una tradición francesa
- La bella toda y Los doce jabalíes : dos tradiciones de la Plaza del Mercado de Bilbao
- El Cacique de Turmequé : leyenda americana
- Catilina : drama en cuatro actos y en verso
- La dama de Amboto : tradición vasca
- Dolores: página de una crónica de familia
- El millonario y la maleta : pieza cómica en dos actos y en prosa
- El Príncipe de Viana : drama trágico original en tres actos y en verso
- Espatolino
- La flor del ángel : tradición vascongada
- Guatimozín, último emperador de Méjico : novela histórica
- La hija de las flores, ó Todos están locos : comedia original en tres actos y en verso
- La hija del rey René : pieza en un acto
- La Aventurera : comedia en cuatro actos y en verso
- La montaña maldita : tradición suiza
- La mujer : artículos publicados en un periódico el año de 1860, y dedicados por la autora al bello sexo
- Munio Alonso : drama trágico original en cuatro actos y en verso .
- La ondina del lago azul : recuerdo de mi última excursión por los Pirineos
- Oráculos de Talía, ó los Duendes en palacio : comedia original en cinco actos y en verso
- Recaredo : drama en tres actos y en variedad de metros
- Sab
- Saúl : drama bíblico en cuatro actos y en verso
- Tres amores : comedia en prosa y en tres actos, precedidos de un prólogo
- La velada del helecho ó El donativo del diablo: leyenda fundada sobre una tradición suiza
- La velada del helecho o El donativo del diablo : novela
- La verdad vence apariencias : drama en verso en un prólogo y dos actos